# Give 'Em the Boot (album)
Give 'Em the Boot is een compilatiealbum van het Amerikaanse punklabel Hellcat Records. Het album is het eerste deel uit de gelijknamige Give 'Em the Boot-serie. Give 'Em the Boot werd uitgegeven op 29 juli 1997 op cd en cassette en werd in 2002 heruitgegeven op cd.
Give 'Em the Boot is naast Give 'Em the Boot DVD (2005) het enige album uit de serie dat niet de kenmerkende laars ("boot") op de artwork toont.

## Nummers
Het nummer "Roots Radicals" dat op dit album wordt vertolkt door Union 13 is een cover van Rancid.
1. "The Brothels" (Rancid) - 2:57
2. "Watch This" (The Slackers) - 3:57
3. "Can't Wait" (Hepcat) - 3:19
4. "New Breed" (The Pietasters) - 2:41
5. "Spirit of the Streets" (The Business) - 1:57
6. "Los Hombres No Lloran" (Voodoo Glow Skulls) - 2:50
7. "Barroom Heroes" (Dropkick Murphys) - 3:11
8. "Does He Love You" (Skinnerbox) - 2:52
9. "17 @ 17" (The Upbeat) - 3:03
10. "Open Season" (Stubborn All-Stars) - 3:55
11. "Beautiful Girl" (The Gadjits) - 2:52
12. "Roots Radicals" (Union 13) - 2:38
13. "Jaks" (U.S. Bombs) - 2:46
14. "Fifteenth and T" (Swingin' Utters) - 2:12
15. "Latin Goes Ska" (The Skatalites) - 6:14
16. "Policeman" (The Silencers) - 3:31
17. "Heart Like a Lion" (Pressure Point) - 2:14
18. "Infested" (Choking Victim) - 2:45
19. "No Time" (F-Minus) - 0:41
20. "Playtime" (Dave Hillyard and the Rocksteady Seven) - 4:42